# Eriesthis hessei
Eriesthis hessei är en skalbaggsart som beskrevs av Schein 1959. Eriesthis hessei ingår i släktet Eriesthis och familjen Melolonthidae. Inga underarter finns listade i Catalogue of Life.